# Nouvelle Expérience

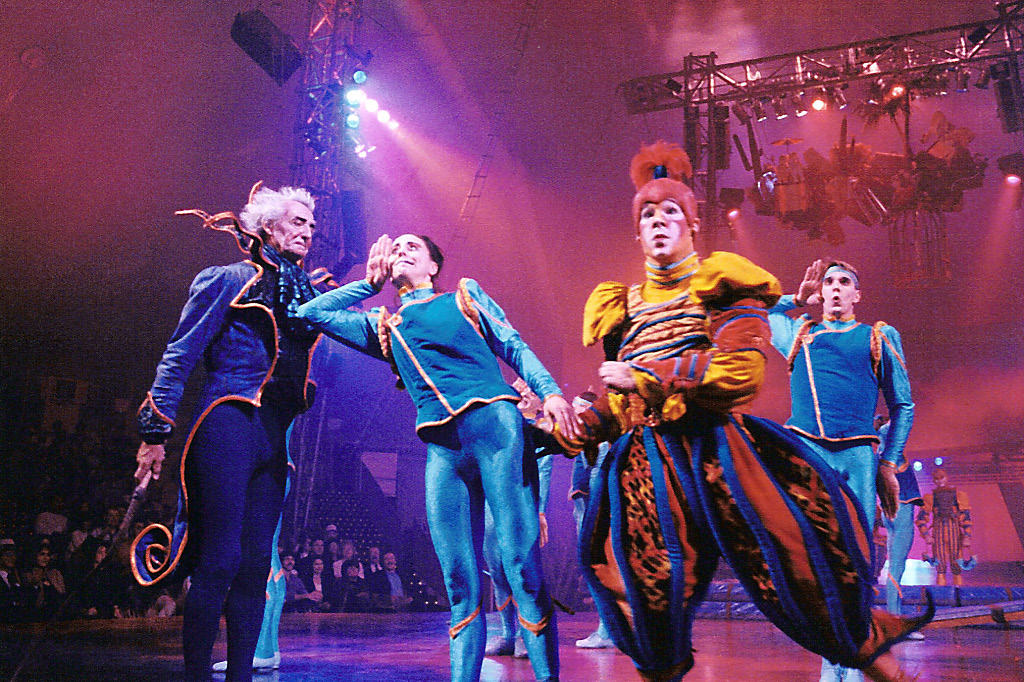
Escena final de la escenificación Nouvelle Expérience, en 1993.

Nouvelle Expérience fue un espectáculo de Cirque du Soleil, siendo su cuarto espectáculo de gira; se estrenó en 1990 y la gira terminó en 1993 en The Mirage Resort and Hotel en Las Vegas. Más de 1,3 millones de personas vieron el espectáculo durante sus tres años y medio de duración.

## Historia
En el año 1989, Cirque du Soleil intentó revivir uno de sus pasados proyectos, Le Cirque Réinventé, sin embargo sus planes decayeron una vez que se enteraron de la nefasta recepción alcanzada por el mismo. En su lugar, Guy Laliberté y Gilles Ste-Croix crearon un nuevo show basado en las ideas que originalmente había concebido Caron, previo a su partida de la empresa. Al principio, llevaría el título Eclipse, pero luego decidieron llamarlo Nouvelle Expérience.
Con el tiempo, Nouvelle Expérience pasó a convertirse en la escenificación más popular de Cirque du Soleil hasta ese entonces, continuando en exhibición durante cuatro años más, tras los cuales finalizó en 1993. A lo largo de todo un año, el show se presentó en The Mirage Resort and Hotel en Las Vegas Strip.
Para finales de 1990, Cirque nuevamente obtuvo buenas recaudaciones, con lo que pronto pudo comenzar la preparación de un nuevo espectáculo.

## Números
Los números artísticos de Nouvelle Expérience están llenos de color, acrobacias y música y danza.

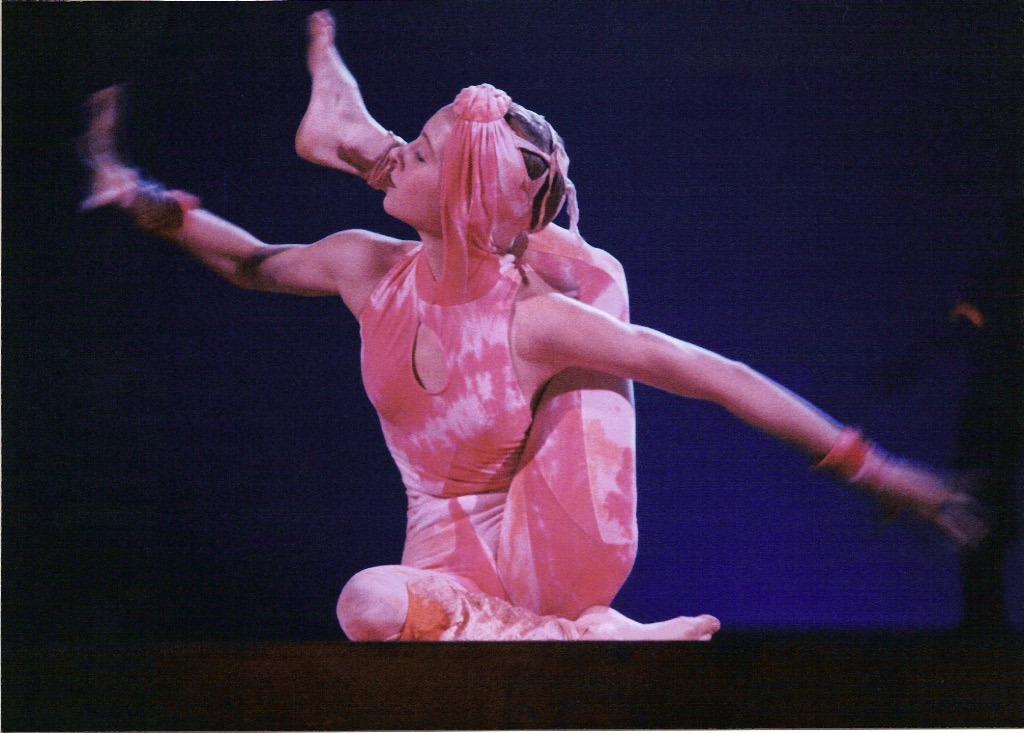
Una acróbata actúa en el acto de Contorsión en Nouvelle Expérience.

- Contorsión: Cuatro mujeres vestidas de rosa suben a una plataforma suspendida en medio del escenario. Entonces comienzan a contorsionarse en posiciones increíbles. Al parecer no saben donde están, ya que sus rostros expresan curiosidad.

- Tabla Coreana: Un objeto similar a un sube y baja se encuentra en medio del escenario. Los acróbatas comienzan a saltar sobre los extremos de la tabla. Pronto comienzan a hacer giros y volteretas, incluso haciendo torres con un acróbata sobre los hombros de otro.

- Solo de Trapecio
- Fil de Fer
- Cuerda Floja
- Correas Aéreas
- Trapecio
- Malabares con los pies
- Barras Rusas/Trampolín/"Korean Cradle"
- Balanceo en Sillas

## Personajes
- Flounes: Los ángeles caídos. Vestidos con tonos marrones y ocres.
- Diablos: Espíritus de la desobediencia. Los diablos visten con colores rojos.
- Corporation: Los esclavos del mundo. Vestidos de azul.
- Madame Corporation: La Reina de los Flounes, y junto el Gran Chamberlain, gobernante de Corporation.
- Gran Chamberlain: También conocido como el Maestro de Ceremonias; es la mano derecha de Madame Corporation.
- Everyman: Vestido con un traje marrón y llevando una maleta, es quién nos representa a todos.